# Міура Ясутосі
Міура Ясутосі (яп. 三浦 泰年, нар. 15 липня 1965, Сідзуока —) — японський футболіст, що грав на позиції захисника.

## Клубна кар'єра
Грав за команду Верді Кавасакі, Сімідзу С-Палс, Авіспа Фукуока, Віссел Кобе.

## Виступи за збірну
Дебютував 1993 року в офіційних матчах у складі національної збірної Японії. У формі головної команди країни зіграв 3 матчі.

## Статистика
Статистика виступів у національній збірній.
| Збірна Японії | Збірна Японії | Збірна Японії |
| Роки          | Ігри          | голи          |
| ------------- | ------------- | ------------- |
| 1993          | 3             | 0             |
| Усього        | 3             | 0             |